# Molophilus gigas
Molophilus gigas là một loài ruồi trong họ Limoniidae. Chúng phân bố ở miền Australasia.